# UFC 315
UFC 315: Muhammad vs. Della Maddalena fue un evento de artes marciales mixtas producido por Ultimate Fighting Championship que se llevó a cabo el 10 de mayo de 2025 en el Centre Bell en Montreal, Quebec, Canadá.

## Antecedentes
El evento marcó la octava visita de la promoción a Montreal y la primera desde UFC 186 en abril de 2015.
Se espera que una pelea por el Campeonato de peso wélter de UFC entre el actual campeón Belal Muhammad y Jack Della Maddalena encabece este evento. Además, Ian Garry fue anunciado como peleador suplente y posible reemplazo de alguno de los dos antes mencionados para esta pelea.
Se espera que se lleve a cabo una pelea por el Campeonato de peso mosca femenino de UFC entre la actual dos veces campeona Valentina Shevchenko  y Manon Fiorot en el evento coprincipal.
Originalmente programada como una pelea de peso gallo, la pelea entre José Aldo y Aiemann Zahabi se trasladó al peso pluma el día del pesaje, con Aldo pesando 143 libras y Zahabi 142 libras.
Además, en el pesaje, Bruno Silva llegó a 187 libras, una libra por encima del límite de peso para peleas sin título. El combate se desarrolló en peso pactado y Silva recibió una multa del 20% de su bolsa, que fue para su oponente Marc-André Barriault.

## Resultados
1. ↑  Por el Campeonato de Peso Wélter de UFC.
2. ↑  Por el Campeonato de Peso Mosca Femenino de UFC.

## Bonificaciones
Los siguientes peleadores recibieron bonificaciones de 50.000 dólares.
- Pelea de la Noche: Jack Della Maddalena vs. Belal Muhammad
- Actuación de la Noche: Jasmine Jasudavicius y Marc-André Barriault